# 200 mètres papillon féminin aux championnats du monde de natation 2023
Cet article traite de l'épreuve féminine. Pour la compétition masculine, voir 200 mètres papillon masculin aux championnats du monde de natation 2023.
Le 200 mètres papillon féminin est une épreuve de natation sportive des championnats du monde de natation 2023. Elle a lieu les 26 et 27 juillet 2023 à Fukuoka au Japon.

## Records
Avant cette compétition, les records dans cette discipline étaient :
| Record du monde       | 2 min 1 s 81 | Liu Zige          | 21 octobre 2009 | Jinan, Chine |
| Record du championnat | 2 min 3 s 41 | Jessicah Schipper | 30 juillet 2009 | Rome, Italie |

Au cours de la compétition, le records suivant a été établi :
| Record du monde junior | 2 min 4 s 6 | Summer McIntosh | 27 juillet |

## Résultats détaillés
Les 16 meilleurs temps se qualifient pour les demi-finales (Q), puis les 8 meilleurs demi-finalistes passent en finale (F).

### Séries
| Rang | Série | Ligne | Nageuse                                   | Pays               | Temps         | Commentaire |
| ---- | ----- | ----- | ----------------------------------------- | ------------------ | ------------- | ----------- |
| 1    | 2     | 3     | Helena Rosendahl Bach                     | Danemark           | 2 min 7 s 57  | Q           |
| 2    | 3     | 4     | Elizabeth Dekkers                         | Australie          | 2 min 7 s 71  | Q           |
| 3    | 4     | 4     | Summer McIntosh                           | Canada             | 2 min 7 s 91  | Q           |
| 4    | 4     | 3     | Laura Stephens                            | Grande-Bretagne    | 2 min 8 s 07  | Q           |
| 5    | 4     | 3     | Lana Pudar                                | Bosnie-Herzégovine | 2 min 8 s 16  | Q           |
| 6    | 2     | 5     | Airi Mitsui                               | Japon              | 2 min 8 s 54  | Q           |
| 7    | 4     | 6     | Emily Large                               | Grande-Bretagne    | 2 min 8 s 93  | Q           |
| 8    | 3     | 6     | Hiroko Makino                             | Japon              | 2 min 9 s 0"  | Q           |
| 9    | 3     | 3     | Lindsay Looney                            | États-Unis         | 2 min 9 s 27  | Q           |
| 10   | 3     | 2     | Yu Liyan                                  | Chine              | 2 min 9 s 29  | Q           |
| 11   | 4     | 7     | Maria Jose Mata Cocco                     | Mexique            | 2 min 9 s 50  | Q           |
| 12   | 2     | 6     | Abbey Lee Connor                          | Australie          | 2 min 10 s 04 | Q           |
| 13   | 4     | 2     | Boglárka Kapás                            | Hongrie            | 2 min 10 s 18 | Q           |
| 14   | 2     | 2     | Zsuzsanna Jakabos                         | Hongrie            | 2 min 10 s 73 | Q           |
| 15   | 2     | 4     | Regan Smith                               | États-Unis         | 2 min 10 s 80 | Q           |
| 16   | 3     | 1     | Anja Crevar                               | Serbie             | 2 min 10 s 98 | Q           |
| 17   | 2     | 7     | Georgia Damasioti                         | Grèce              | 2 min 11 s 03 |             |
| 18   | 4     | 1     | Sujin Park                                | Corée du Sud       | 2 min 11 s 20 |             |
| 19   | 3     | 7     | Jing Wen Quah                             | Singapour          | 2 min 11 s 50 |             |
| 20   | 3     | 8     | Kamonchanok Kwanmuang                     | Thaïlande          | 2 min 12 s 46 |             |
| 21   | 2     | 8     | Amina Kajtaz                              | Croatie            | 2 min 12 s 57 |             |
| 22   | 2     | 1     | Lea Polonsky                              | Israël             | 2 min 12 s 62 |             |
| 23   | 4     | 0     | Karen Durango                             | Colombie           | 2 min 12 s 86 |             |
| 24   | 3     | 0     | Maria Fernanda de Oliveira da Silva Costa | Brésil             | 2 min 13 s 30 |             |
| 25   | 4     | 8     | Laura Lahtinen                            | Finlande           | 2 min 13 s 65 |             |
| 26   | 4     | 9     | Trinity Hearne                            | Afrique du Sud     | 2 min 14 s 78 |             |
| 27   | 2     | 0     | Alondra Ortiz                             | Costa Rica         | 2 min 16 s 95 |             |
| 28   | 1     | 4     | Lia Ana Lima                              | Angola             | 2 min 26 s 95 |             |
| 29   | 1     | 5     | Amaya Bollinger                           | Guam               | 2 min 38 s 22 |             |
| 30   | 1     | 3     | Meral Ayn Latheef                         | Maldives           | 3 min 5 s 69  |             |
| -    | 4     | 5     | Zhang Yufei                               | Chine              | Forfait       | Forfait     |

### Demi-finales
| Rang | Série | Ligne | Nageuse               | Pays               | Temps         | Commentaire |
| ---- | ----- | ----- | --------------------- | ------------------ | ------------- | ----------- |
| 1    | 2     | 3     | Lana Pudar            | Bosnie-Herzégovine | 2 min 6 s 60  | F           |
| 2    | 2     | 8     | Regan Smith           | États-Unis         | 2 min 6 s 83  | F           |
| 3    | 2     | 5     | Summer McIntosh       | Canada             | 2 min 6 s 85  | F           |
| 4    | 1     | 4     | Elizabeth Dekkers     | Australie          | 2 min 7 s 11  | F           |
| 5    | 2     | 4     | Helena Rosendahl Bach | Danemark           | 2 min 7 s 15  | F           |
| 6    | 1     | 5     | Laura Stephens        | Grande-Bretagne    | 2 min 7 s 47  | F           |
| 7    | 1     | 3     | Airi Mitsui           | Japon              | 2 min 7 s 51  | F           |
| 8    | 2     | 2     | Lindsay Looney        | États-Unis         | 2 min 7 s 72  | F           |
| 9    | 1     | 6     | Hiroko Makino         | Japon              | 2 min 8 s 40  |             |
| 10   | 2     | 6     | Emily Large           | Grande-Bretagne    | 2 min 8 s 66  |             |
| 11   | 1     | 2     | Yu Liyan              | Chine              | 2 min 8 s 78  |             |
| 12   | 2     | 7     | Maria Jose Mata Cocco | Mexique            | 2 min 9 s 33  |             |
| 13   | 2     | 1     | Boglárka Kapás        | Hongrie            | 2 min 9 s 56  |             |
| 14   | 1     | 7     | Abbey Lee Connor      | Australie          | 2 min 10 s 35 |             |
| 15   | 1     | 1     | Zsuzsanna Jakabos     | Hongrie            | 2 min 11 s 23 |             |
| 16   | 1     | 8     | Anja Crevar           | Serbie             | 2 min 11 s 65 |             |

### Finale
| Rang               | Ligne | Nageuse               | Pays               | Temps        | Commentaire                                  |
| ------------------ | ----- | --------------------- | ------------------ | ------------ | -------------------------------------------- |
| Médaille d'or      | 3     | Summer McIntosh       | Canada             | 2 min 4 s 06 | Record du monde junior, record des Amériques |
| Médaille d'argent  | 6     | Elizabeth Dekkers     | Australie          | 2 min 5 s 46 |                                              |
| Médaille de bronze | 5     | Regan Smith           | États-Unis         | 2 min 6 s 58 |                                              |
| 4                  | 4     | Lana Pudar            | Bosnie-Herzégovine | 2 min 7 s 05 |                                              |
| 5                  | 1     | Airi Mitsui           | Japon              | 2 min 7 s 15 |                                              |
| 5                  | 2     | Helena Rosendahl Bach | Danemark           | 2 min 7 s 15 |                                              |
| 7                  | 7     | Laura Stephens        | Grande-Bretagne    | 2 min 7 s 27 |                                              |
| 8                  | 8     | Lindsay Looney        | États-Unis         | 2 min 7 s 90 |                                              |